# Regula lui Sarrus

Regula lui Sarrus: Determinantul celor trei coloane din stânga este egal cu suma produselor numerelor de pe diagonalele solide minus suma produselor numerelor de pe diagonalele punctate

Regula lui Sarrus este o metodă simplă utilizată pentru calculul unui determinant al unei matrice pătratice de ordinul 3 (3×3). A fost denumită după matematicianul francez Pierre Frédéric Sarrus.
Fie o matrice 3×3
{\displaystyle M={\begin{pmatrix}a_{11}&a_{12}&a_{13}\\a_{21}&a_{22}&a_{23}\\a_{31}&a_{32}&a_{33}\end{pmatrix}},}
atunci determinatul acestei matrici poate fi calculat folosind următoarea regulă:
Se rescriu primele două linii de sus ale matricii sub ultima linie, formându-se o matrice cu 5 linii. Determinantul se calculează prin suma produselor numerelor de pe diagonalele descendente minus suma produselor numerelor de pe diagonalele ascendente.  Astfel:
{\displaystyle \det(M)={\begin{vmatrix}a_{11}&a_{12}&a_{13}\\a_{21}&a_{22}&a_{23}\\a_{31}&a_{32}&a_{33}\end{vmatrix}}=a_{11}a_{22}a_{33}+a_{12}a_{23}a_{31}+a_{13}a_{21}a_{32}-a_{31}a_{22}a_{13}-a_{32}a_{23}a_{11}-a_{33}a_{21}a_{12}.}
Un caz particular este aflarea determinantului unei matrici pătratice de ordinul 2 (2x2):
{\displaystyle \det(M)={\begin{vmatrix}a_{11}&a_{12}\\a_{21}&a_{22}\end{vmatrix}}=a_{11}a_{22}-a_{21}a_{12}.}